# Atletismo nos Jogos Pan-Americanos de 2003 - 800 m feminino
A prova dos dos 800 m rasos feminino nos Jogos Pan-Americanos de 2003 foi realizada em 6 de agosto de 2003, com as eliminatórias realizadas no dia anterior. Marian Burnett ganhou a única medalha de prata de Guiana nos jogos.

## Calendário
| Data        | Fase          |
| ----------- | ------------- |
| 5 de agosto | Eliminatórias |
| 6 de agosto | Final         |

## Medalhistas
| Ouro   | CUB Adriana Muñoz         |
| Prata  | GUY Marian Burnett        |
| Bronze | BRA Christiane dos Santos |

## Recordes
Recordes mundial e pan-americano antes da disputa dos Jogos Pan-Americanos de 2003.
| Tipo                             | Atleta                | Tempo   | Local   | Data                |
| -------------------------------- | --------------------- | ------- | ------- | ------------------- |
|                                  | Jarmila Kratochvílová | 1:53.28 | Munique | 26 de julho de 1983 |
| Recorde dos Jogos Pan-Americanos | Ana Fidelia Quirot    | 1:58.71 | Havana  | 8 de agosto de 1991 |

## Resultados
| Posição | Atleta                    | Eliminatórias | Eliminatórias | Final   |
| Posição | Atleta                    | Tempo         | Posição       | Tempo   |
| ------- | ------------------------- | ------------- | ------------- | ------- |
| 1       | CUB Adriana Muñoz         | 2:03.65       | 2             | 2:02.96 |
| 2       | GUY Marian Burnett        | 2:04.17       | 4             | 2:03.58 |
| 3       | BRA Christiane dos Santos | 2:04.09       | 3             | 2:04.37 |
| 4       | CUB Yanelis Lara          | 2:04.20       | 5             | 2:04.58 |
| 5       | BRA Luciana Mendes        | 2:04.28       | 6             | 2:05.52 |
| 6       | BAR Sheena Gooding        | 2:04.77       | 7             | 2:06.28 |
| 7       | USA Hazel Clark           | 2:03.54       | 1             | 2:09.12 |
| —       | SUR Letitia Vriesde       |               |               | DSQ     |
|         |                           |               |               |         |
| 9       | GRN Neisha Bernard-Thomas | 2:04.22       | 9             |         |
| 10      | TRI Melissa de Leon       | 2:05.06       | 10            |         |
| 11      | PUR Sandra Moya           | 2:05.52       | 11            |         |
| 12      | BER Tamika Williams       | 2:06.16       | 12            |         |
| 13      | COL Rosibel García        | 2:08.08       | 13            |         |
| 14      | JAM Kenia Sinclair        | 2:10.51       | 14            |         |
| 15      | MEX Gabriela Medina       | 2:10.69       | 15            |         |
| 16      | USA Lauren Simmons        | 2:12.17       | 16            |         |